# Calendario giuliano
Il calendario giuliano è un calendario solare, cioè basato sul ciclo delle stagioni. Fu elaborato dall'astronomo greco Sosigene di Alessandria e promulgato da Giulio Cesare (da cui prende il nome), nella sua qualità di pontefice massimo, nell'anno 46 a.C.
Fu in vigore anche dopo la caduta dell'Impero romano d'Occidente, rimanendo in uso fino al XVI secolo, quando fu sostituito dal calendario gregoriano tramite la bolla Inter gravissimas di papa Gregorio XIII del 24 febbraio 1582. La sostituzione del calendario giuliano con quello gregoriano fu effettuata in tempi diversi a seconda dei paesi, ed è ancora oggi in corso.

## Storia
Esso divenne da allora il calendario ufficiale di Roma e dei suoi domini. Nei secoli il suo uso si estese a tutti i Paesi d'Europa e d'America, man mano che venivano cristianizzati o conquistati dagli europei. Rispetto all'anno astronomico, ha accumulato un piccolo ritardo ogni anno, pari a un giorno ogni 128 anni, a partire dalla sua introduzione nel 45 a.C., così da arrivare a circa 13 giorni nel XVI secolo. Per recuperare i 10 giorni di ritardo accumulati dal 325 d.C., anno del Concilio di Nicea, nel 1582 è stato sostituito dal calendario gregoriano per decreto di papa Gregorio XIII; diverse nazioni tuttavia hanno continuato a utilizzare il calendario giuliano ben oltre tale data, adeguandosi poi in tempi diversi tra il XVIII e il XX secolo. Alcune Chiese appartenenti alla Chiesa ortodossa tuttora usano il calendario giuliano come proprio calendario liturgico: da ciò deriva che presso alcune Chiese ortodosse il Natale viene festeggiato il 25 dicembre come nella Chiesa cattolica, presso altre il 7 gennaio. Il calendario giuliano è anche alla base del calendario berbero, tradizionale del Nordafrica.

## Anni bisestili
Nel calendario giuliano si utilizzano gli anni bisestili per compensare il fatto che la durata dell'anno tropico (o anno solare) non è data da un numero intero di giorni. Il giorno in più si aggiunge dopo il 24 febbraio (sexto die ante Calendas Martias nella lingua latina). Va ricordato che i Romani avevano l'abitudine di contare i giorni mensili sottraendoli a determinate festività, come le Idi e le Calende, contando anche il giorno di partenza; quindi tra il 24 febbraio e il 1º marzo (che coincide con le Calende di marzo) ci sono appunto sei giorni (24-25-26-27-28-1).
Negli anni bisestili, con febbraio di 29 giorni, il giorno 24, che era sexto die, sarebbe diventato septimo die. Ma dato che septimo die era il giorno 23, non potendo chiamare il 24 septimo die lo chiamarono bis sexto die. Di qui il nome di "anno bisestile".
Sosigene stabilì che un anno ogni quattro fosse bisestile: in questo modo la durata media dell'anno giuliano risultava di 365 giorni e un quarto. Ne consegue che il calendario giuliano è ciclico ogni 4 anni equivalenti a 365 × 4 + 1 = 1 461 giorni; considerando anche i giorni della settimana, allora il calendario giuliano è ciclico ogni 1 461 × 7 = 10 227 giorni che equivalgono a 4 × 7 = 28 anni (poiché 1 461 non è divisibile per 7, dopo 4 anni le stesse date non cadono negli stessi giorni della settimana). La differenza con l'anno tropico risulta così di soli 11 minuti e 14 secondi circa, una precisione molto accurata per l'epoca.
Questa differenza, pari a circa un centesimo di giorno, si accumulava però col passare dei secoli, per cui la data d'inizio delle stagioni si spostava man mano all'indietro (si perdeva un giorno ogni 128 anni circa). Questo fenomeno era ben noto agli astronomi medievali; Dante vi accenna nella Commedia:
per la centesma ch'è là giù negletta.»
(Paradiso XXVII, 142-143)
Per questo motivo nel 1582 fu introdotto il calendario gregoriano, che riduce l'errore a soli 26 secondi (un giorno ogni 3 323 anni circa).
Dopo Augusto sono bisestili gli anni il cui numero è divisibile per 4. Prima di lui, invece, non esisteva una regola fissa, dato che l'applicazione della norma era demandata discrezionalmente a decisioni politiche. Fu solo Augusto a imporre definitivamente la cesarea determinazione delle annualità bisestili.
Il primo anno bisestile fu il 45 a.C., anno in cui il nuovo calendario entrò in vigore. Per compensare gli errori accumulati in passato e riportare l'equinozio primaverile al 25 marzo, era però necessario introdurre 85 giorni. Allo scopo furono aggiunti due mesi fra novembre e dicembre all'anno precedente, uno di 33 giorni e l'altro di 34; motivo per cui il 46 a.C., durato 445 giorni, fu soprannominato annus confusionis ("l'anno della confusione").
Questa confusione ebbe varie ripercussioni nei successivi 50 anni fino a circa l'8 a.C. Dopo la morte di Giulio Cesare (44 a.C.) si commisero vari errori facendo diventare bisestili alcuni anni che non lo dovevano essere e saltando quelli corretti. Fu poi Augusto nell'8 a.C. a sistemare l'errore abolendo gli anni bisestili per un determinato periodo.
Non vi è unanimità di vedute riguardo quali anni siano effettivamente stati bisestili prima del riordino augusteo; un'ipotesi semplice prevede che essi siano stati 45 a.C., 42 a.C., 39 a.C., 36 a.C., 33 a.C., 30 a.C., 27 a.C., 24 a.C., 21 a.C., 18 a.C., 15 a.C., 12 a.C., 9 a.C. Sarebbe cioè stata fraintesa l'indicazione di inserire un anno bisestile ogni tre anni "normali", inserendolo invece ogni tre anni "compreso" quello bisestile (cioè uno ogni tre invece che uno ogni quattro).

## Mesi e giorni
La riforma giuliana, in sostanza, riprendeva il calendario egizio riformato dal decreto di Canopo e fissava l'inizio dell'anno il 1º gennaio, mentre prima era il 1º marzo. Infatti i mesi di quintile (oggi luglio), sestile (agosto), settembre, ottobre, novembre e dicembre derivavano i loro nomi dall'essere rispettivamente il quinto, sesto, settimo, ottavo, nono e decimo mese dell'anno.
I nomi dei mesi del calendario giuliano sono quelli derivanti dall'antico calendario romano, con alcune modifiche introdotte dagli imperatori:
| Mesi (calendario romano) | Definizione | Nº giorni prima del 45 a.C.                                                                                   | Nº giorni dopo il 45 a.C. | Mesi attuali   |
| ------------------------ | --- | --- | ------------------------- | -------------- |
| ianuarius                | Mese dedicato a Ianus (Giano), dio bifronte, che segnava simbolicamente il passaggio dall'anno precedente a quello successivo. Inoltre ianua in latino significa "porta", altro riferimento al cambiamento dell'anno. | 29 | 31                        | gennaio        |
| februarius               | Deriva dalla parola sabina februa che significa "purificazione", in questo mese si praticava la purificazione dei campi prima che fossero coltivati.                                                                  | 28 (in anni comuni). Negli anni intercalari: 23 se intercalari sono variabili 23/24 se intercalari sono fissi | 28 (anni bisestili: 29)   | febbraio       |
| mercedonius/intercalari  | | 0 (salto anni: variabile (27/28 giorni) o fisso)                                                              | abolito                   | intercalazione |
| martius                  | Mese dedicato a Marte, dio della guerra. | 31 | 31                        | marzo          |
| aprilis                  | Deriva dall'etrusco Apru, cioè Afrodite, la dea greca e, prima ancora, fenicia: dea della forza vitale, sotterranea, che induce le gemme a fiorire.                                                                   | 29 | 30                        | aprile         |
| maius                    | Dedicato a Maia, dea della fertilità, in questo mese si praticava un rituale mirato alla fertilità dei campi. | 31 | 31                        | maggio         |
| iunius                   | Dedicato alla dea Iuno, cioè Giunone. | 29 | 30                        | giugno         |
| iulius (quintilis)       | Dedicato a Gaius Iulius Caesar, Gaio Giulio Cesare. | 31 | 31                        | luglio         |
| augustus (sextilis)      | Dedicato a Gaius Iulius Caesar Octavianus Augustus, l'imperatore Augusto. | 29 | 31                        | agosto         |
| september                | Settimo mese dell'antico calendario di Romolo che vedeva marzo come primo mese. | 29 | 30                        | settembre      |
| october                  | Ottavo mese del calendario di Romolo. | 31 | 31                        | ottobre        |
| november                 | Nono mese del calendario di Romolo. | 29 | 30                        | novembre       |
| december                 | Decimo mese del calendario di Romolo. | 29 | 31                        | dicembre       |

Il settimo mese (quinto secondo il calendario di Romolo, che veniva chiamato infatti quintilis) fu dedicato a Giulio Cesare nel 44 a.C. per iniziativa di Marco Antonio, l'ottavo (sextilis, il sesto mese secondo il calendario di Romolo) ad Augusto nell'8 a.C. (Lex Pacuvia de mense augusto). Alcuni testi datano il cambiamento di nome di agosto al 26 o al 23 a.C. ma la data della Lex Pacuvia è certa.
Alcuni affermano (come Giovanni Sacrobosco nel Computus del 1235) che originariamente febbraio avesse 29 giorni, e che da marzo in poi si alternassero regolarmente mesi di 31 e 30 giorni; ma, come ulteriore atto di omaggio ad Augusto, fu decretato anche di aggiungere un giorno ad agosto (che, secondo questa tesi, aveva 30 giorni) togliendolo a febbraio, e invertendo la durata degli ultimi quattro mesi per non avere tre mesi consecutivi di 31 giorni.
Altri cambiamenti di nome dei mesi non sopravvissero. Caligola chiamò "germanico" settembre, Nerone chiamò "claudio" maggio e "germanico" giugno, e Domiziano chiamò "germanico" settembre e "domiziano" ottobre. Bloccata sul nascere la proposta fatta per piaggeria a Tiberio di chiamare novembre, il suo mese natale, col suo nome. La risposta dell'imperatore fu: "E che farete se Roma avrà tredici imperatori?" Anche Carlo Magno avrebbe tentato di dare nuovi nomi ai mesi: wintarmanoth, hornung, lentzinmanoth, ostarmanoth, winemanoth, brachmanoth, heuvimanoth, aranmanoth, witumanoth, wintumanoth, windumemanoth, herbistmanoth e heilagmanoth.
Il modo di contare i giorni continuò nella tradizione romana, cioè contando i giorni che mancavano ad alcune festività fisse (Calende, None e Idi), fino a che i Visigoti introdussero l'abitudine di assegnare un numero progressivo ai giorni, metodo che però divenne ufficiale solo con Carlo Magno. Con il cristianesimo, inoltre, invalse l'abitudine popolare di indicare il giorno con il nome del santo che in esso si venerava: questa usanza si mantenne fino all'età moderna. Le feste dei santi erano chiamate feriae, da cui l'espressione "giorni feriali" per i giorni non festivi.
Nel 321 l'imperatore Costantino introdusse la settimana di sette giorni:
1. Domini dies, il giorno del Signore, in seguito modificato in dominica.
2. Lunae dies, il giorno dedicato alla dea Luna.
3. Martis dies, giorno dedicato al dio Marte.
4. Mercurii dies, dedicato al dio Mercurio.
5. Iovis dies, dedicato al dio Giove.
6. Veneris dies, dedicato alla dea Venere.
7. Saturni dies, giorno dedicato al dio Saturno. La designazione anglosassone di questo giorno traduce letteralmente il Saturni dies in Saturn day, da cui la forma contratta Saturday. La parola italiana "sabato" deriva invece da shabbat, che nella religione ebraica è il giorno sacro di astensione da qualsiasi opera creatrice e dunque anche dal lavoro.

L'imperatore Costantino decretò che il giorno di riposo, invece del sabato, fosse la domenica (dies solis), il giorno dedicato al dio Sole e associato alla risurrezione di Cristo perché, se Gesù era morto il quinto giorno della settimana ebraica, doveva essere resuscitato la domenica. Con la domenica festiva si soddisfaceva anche un'altra religione molto diffusa: il culto di Mitra, dio dei patti e dell'amicizia nella religione persiana del periodo vedico che adorava il sole e il suo derivato Sol Invictus (Sole invitto), da cui deriva l'associazione tra il sole e Gesù adoperata da Costantino per promuovere questa nuova, ma sconosciuta ai più, religione (il cristianesimo).
Nel latino cristiano i giorni della settimana sono chiamati, a partire dalla domenica: dominica, feria secunda, feria tertia, feria quarta, feria quinta, feria sexta, sabbatum. Quest'uso di contare i giorni a partire dalla domenica, considerato quindi primo giorno della settimana, viene dall'ebraismo, mentre questa particolare denominazione dei giorni persiste ancora oggi in alcune lingue, come il portoghese.
La settimana di sette giorni si trovava nei calendari mesopotamici, anch'essi di cultura ed etnia semitica come gli Ebrei, la cui matematica era di tipo sessagesimale. Mentre invece non è attestata nel calendario egizio che era composto da gruppi di dieci giorni, chiamati decadi, e la cui matematica era invece di tipo decimale.

## Numerazione degli anni
A partire dalla fine del periodo repubblicano il calendario giuliano enumerava gli anni dalla fondazione della città di Roma (Ab Urbe condita), che avvenne nell'anno 753 a.C. secondo i calcoli di Dionigi il Piccolo. Precedentemente il metodo in uso tra i Romani per ordinare gli eventi della storia era quello adottato agli inizi dell'età repubblicana: si indicavano gli anni a partire dai nomi dei due consoli in carica (detti perciò eponimi). Dionigi calcolò la data della nascita di Gesù sulla base di uno dei due censimenti effettuati in Israele dai Romani, ma sbagliò probabilmente il riferimento: alcune fonti, confrontate con i quattro Vangeli canonici, ci mostrano come Erode, tetrarca della Galilea, ivi citato per la strage degli innocenti, fosse già morto quattro anni prima. Alcuni studiosi fanno riferimento anche al passaggio di una cometa.

## Uso nella liturgia cristiana
Le festività cristiane sono state, dall'inizio, legate al calendario giuliano. Gli errori di questo portarono in particolare allo spostamento della Pasqua, che dall'inizio della primavera astronomica veniva talvolta celebrata alla fine di questa. Fu questo uno dei motivi che spinsero papa Gregorio XIII ad approvare la riforma che prese il suo nome, il calendario gregoriano, che risolveva questi problemi. Dal 1582 molti paesi cattolici passarono al nuovo calendario, sia per gli usi civili sia per il calcolo del calendario liturgico.
I paesi protestanti resistettero per qualche secolo a questa riforma, ma alla fine anche loro la adottarono in campo sia civile sia religioso. Nei paesi ortodossi, invece, il calendario gregoriano fu adottato per gli usi civili, ma la Chiesa ortodossa continuò a usare il calendario giuliano nel calendario ecclesiastico, e poiché il 25 dicembre del calendario giuliano corrisponde al 7 gennaio del gregoriano, per lungo tempo vi è stato uno sfalsamento delle festività fra le varie chiese. Se per le feste fisse lo sfalsamento è costante (13 giorni nel periodo dal 1900 al 2099), per le feste mobili lo sfalsamento è variabile. Se dunque la Pasqua anche nelle chiese ortodosse ha continuato a cadere fra il 22 marzo e il 25 aprile dell'anno liturgico, questo corrispondeva al periodo fra il 4 aprile e l'8 maggio del calendario civile, e la differenza fra le due date varia ogni anno. In alcuni anni addirittura coincide (ad es. nel 2017 la Pasqua cadeva il 16 aprile per il calendario gregoriano, corrispondente al 3 aprile del giuliano). Il problema fu parzialmente risolto nel 1928 quando lo scienziato serbo Milutin Milanković propose il calendario giuliano rivisto che fu subito accettato dal Patriarcato ecumenico di Costantinopoli e successivamente da molte altre chiese ortodosse. Le principali chiese ortodosse che non l'hanno ancora adottato sono il Patriarcato di Mosca (Chiesa ortodossa russa) e, curiosamente, proprio la Chiesa ortodossa serba, patria di Milanković. 
Queste sono le feste che cambiano data:
| Festività                                          | Cattolici, protestanti (calendario gregoriano) ortodossi (calendario giuliano rivisto) | Ortodossi (calendario giuliano originale) |
| -------------------------------------------------- | -------------------------------------------------------------------------------------- | ----------------------------------------- |
| Natività di Maria Madre di Dio                     | 8 settembre                                                                            | 21 settembre                              |
| Esaltazione della Santa Croce                      | 14 settembre                                                                           | 27 settembre                              |
| Entrata di Maria al Tempio                         | 21 novembre                                                                            | 4 dicembre                                |
| Natività di nostro Signore e Salvatore Gesù Cristo | 25 dicembre                                                                            | 7 gennaio                                 |
| Teofania o Epifania                                | 6 gennaio                                                                              | 19 gennaio                                |
| Presentazione di Gesù al Tempio                    | 2 febbraio                                                                             | 15 febbraio                               |
| Annunciazione di Maria                             | 25 marzo                                                                               | 7 aprile                                  |
| Entrata in Gerusalemme                             | domenica prima di Pasqua                                                               | domenica prima di Pasqua                  |
| Pasqua                                             | tra il 22 marzo e il 25 aprile                                                         | tra il 4 aprile e l'8 maggio              |
| Ascensione di Gesù                                 | 40 giorni dopo Pasqua                                                                  | 40 giorni dopo Pasqua                     |
| Pentecoste                                         | 50 giorni dopo Pasqua                                                                  | 50 giorni dopo Pasqua                     |
| Trasfigurazione di Nostro Signore                  | 6 agosto                                                                               | 19 agosto                                 |
| Assunzione di Maria                                | 15 agosto                                                                              | 28 agosto                                 |

Le date di questa tabella sono tutte nel calendario gregoriano (oramai usato in tutto il mondo ai fini civili) e valgono nel periodo dal 1900 al 2099; in altri periodi lo sfasamento fra i due calendari varia.

## Calendario giuliano prolettico
Il "calendario giuliano prolettico" (nome usato per analogia con il calendario gregoriano prolettico) si ottiene estendendo nel passato il calendario giuliano a date che precedono il 4 d.C., anno in cui si è stabilizzata la convenzione dell'anno bisestile quadriennale: infatti dal 45 a.C. al 4 d.C. gli anni bisestili sono stati irregolari.